# 平常無敵流
平常無敵流（へいじょうむてきりゅう）は、日本の江戸時代前期に山内一真が開いた剣術流派。

## 流名について
流名にある無敵とは「最強」という意味ではなく、天下に自分を害する者がいない（平常から敵が無い）状態を理想としたことによる。
つまり、平常無敵流の「平常」とは平和を将来するために剣を用いる趣旨であり、「無敵」とは絶対の我を認得すれば、相対的な敵は存在しないという見地を示すものとされる。したがって、試合などで無益な殺生をすることは厳重に戒められた。また、平常無敵流は、一切の形を教習せず、「心法」の会得によって万事に対応することを極意としてめざしたとする。

## 歴史
山内一真（号、蓮真）は備前岡山の生まれで、新陰流ほか諸流を学んだ後、多賀伯庵より富田流を学んだ。その後、京に出て、槍の名人といわれた木下利当（淡路守）の元に寄寓し、熊沢蕃山より儒学を学んだ。この間、山内は京都所司代の板倉重矩の知遇を得て武名をうたわれるようになった。その後、江戸に出て僧・白厳の下で禅を修行して心法を練った。
山内一真は、剣術は富田流など8流を学んだが、いずれの流派にも満足できなかった。ある時、悟るところがあり、それまでに修めた流派を捨て、新たに流派を開き「平常無敵剣道」と称した。
しかし、平常無敵流は一切の形を教習せず「心法」の会得によって万事に対応することを極意として目指したため、開祖の山内一真も教え方に困り、富田流の形を6本のみ教えることにしたという。
山内一真は晩年、相模小田原で剃髪し、妙福寺の第28世住職となった。
流儀は関野信歳（清太夫）が的伝正統を伝え、関野より池田成祥（八左衛門）が道統を継いだ。
第2代の関野信歳は、山内一真の教えた内容をそのまま墨守したが、第3代の池田成祥は、富田流の形6本を教えている状態は流派本来の内容ではないとして、富田流の形を全て除いた。
さらに池田は「谷神伝」（こくしんでん）という極意を編み出した。これは『老子』第6章の「谷神不死 是謂玄牝 玄牝之門 是謂天地之根 緜緜若存 用之不動」（谷神死せず、これを玄牝という。玄牝の門、これを天地の根という。緜緜として存する如く、之を用いて動ぜず）から編み出したものという。このほか、「比至岐」（ひしぎ）、「左至」（さし）、「能利」（のり）という3事の別伝も加えた。
江戸時代後期に至り、高崎藩士・寺田宗有が池田成春より当流を学び、「谷神伝」を授けられ皆伝を得た。しかし、一刀流以外の流派の剣術師範を認めない藩からの命令により、以前に修行していた中西派一刀流の再修行をすることになった。
江戸時代には三河吉田藩などで伝えられた。